# Zeller Blauen
De Zeller Blauen, soms ook Hochblauen genoemd, is een berg in de deelstaat Baden-Württemberg, Duitsland. De berg heeft een hoogte van 1.077 meter en is gelegen in het Zwarte Woud.